# Mengxiu Xiang
Mengxiu Xiang (kinesiska: 勐秀, 勐秀乡) är en socken i Kina. Den ligger i provinsen Yunnan, i den sydvästra delen av landet, omkring 510 kilometer väster om provinshuvudstaden Kunming. Antalet invånare är 11 595. Befolkningen består av 5 686 kvinnor och 5 909 män. Barn under 15 år utgör 19,0 %, vuxna 15-64 år 74 %, och äldre över 65 år 5,0 %.
Genomsnittlig årsnederbörd är 1 600 millimeter. Den regnigaste månaden är juli, med i genomsnitt 406 mm nederbörd, och den torraste är januari, med 2 mm nederbörd.